# Tomislav Tomić
Tomislav Tomić (* 16. November 1990 in Mostar) ist ein bosnisch-kroatischer Fußballspieler.

## Karriere

### Verein
Tomić begann seine Karriere beim NK Široki Brijeg. Sein Debüt für die Profis von Široki Brijeg in der Premijer Liga gab er im November 2008, als er am 15. Spieltag der Saison 2008/09 gegen den NK Posušje in der 89. Minute für Stanko Bubalo eingewechselt wurde. Dies sollte sein einziger Einsatz für die Profis bleiben. In der Winterpause der Saison 2009/10 wurde er für zweieinhalb Jahre an den Zweitligisten NK GOŠK Gabela verliehen. Mit Gabela stieg er 2011 in die Premijer Liga auf. In der Saison 2011/12 kam er zu 28 Einsätzen in der höchsten bosnischen Spielklasse, in denen er zwei Tore erzielte. Nach dem Ende der Leihe kehrte er nicht mehr zu Brijeg zurück, sondern wechselte zum Ligakonkurrenten FK Željezničar Sarajevo.
In seiner ersten Saison beim Hauptstadtklub wurde er prompt mit dem Verein Meister. In der Meistersaison 2012/13 kam er zu 15 Einsätzen, in denen er ein Tor erzielte. Durch den Meistertitel nahm er mit Željezničar in der folgenden Spielzeit auch an der Qualifikation zur UEFA Champions League teil, bei der man jedoch direkt in der zweiten Runde an Viktoria Pilsen scheiterte. In der Saison 2013/14 kam Tomić zu 25 Ligaeinsätzen und traf dabei drei Mal. Die Saison beendete er mit dem Titelverteidiger allerdings nur als Vierter. Dadurch nahm man in der Saison 2014/15 an der Quali zur UEFA Europa League teil, bei der man in der zweiten Runde dem FK Metalurg Skopje unterlag. In der Saison 2014/15 kam er zu 13 Einsätzen in der Premijer Liga und erzielte erneut drei Tore. 2014/15 wurde er mit Željezničar Vizemeister.
Zur Saison 2015/16 wechselte er nach Griechenland zu Skoda Xanthi. Bei den Griechen spielte er jedoch keine Rolle und kam zu keinem einzigen Ligaeinsatz. Daraufhin kehrte er im Januar 2016 nach Bosnien zurück und schloss sich dem HŠK Zrinjski Mostar an. Mit dem Verein aus seiner Heimatstadt durfte er zu Saisonende seinen zweiten Meistertitel feiern; für Mostar kam er bis Saisonende zu elf Einsätzen. In der Qualifikation zur Champions League unterlag er mit dem Verein Legia Warschau. In der Saison 2016/17 konnte er mit Zrinjski Mostar den Titel verteidigen; Tomić steuerte fünf Treffer in 30 Einsätzen bei.
Zur Saison 2017/18 wechselte er ein zweites Mal ins Ausland, diesmal nach Slowenien zum NK Olimpija Ljubljana. Mit dem Hauptstadtklub holte er in seiner ersten Saison direkt den Meistertitel. In seiner ersten Spielzeit in der 1. SNL kam er zu 32 Einsätzen. In der Quali zur Champions League scheiterte er mit Ljubljana in der ersten Runde an Qarabağ Ağdam, woraufhin man in die Quali zur Europa League umstieg. Dort war erst im Playoff gegen Spartak Trnava Endstation. In der Saison 2018/19 kam er zu 31 Einsätzen in der höchsten slowenischen Spielklasse und wurde mit seinem Verein Vizemeister. In der Saison 2019/20 kam er zu 34 Einsätzen in der 1. SNL und beendete die Spielzeit mit Olimpija als Dritter.
Nach seinem Vertragsende in Slowenien wechselte er zur Saison 2020/21 nach Österreich zum FC Admira Wacker Mödling, bei dem er einen bis Juni 2023 laufenden Vertrag erhielt. Für die Admira kam er in jener Saison zu 14 Einsätzen in der Bundesliga, in denen er ein Tor erzielte. Einen großen Teil der Rückrunde verpasste er verletzt, nachdem er sich im Januar 2021 einen Knöchelbruch zugezogen hatte. Zur Saison 2021/22 kehrte er wieder nach Ljubljana zurück.

### Nationalmannschaft
Tomić debütierte im Januar 2018 für die bosnische Nationalmannschaft, als er in einem Testspiel gegen die USA in der Startelf stand und in der Halbzeitpause durch Marijan Ćavar ersetzt wurde.

## Erfolge
FK Željezničar Sarajevo
- Bosnischer Meister: 2012/13

HŠK Zrinjski Mostar
- Bosnischer Meister: 2015/16, 2016/17

NK Olimpija Ljubljana
- Slowenischer Meister: 2017/18
- Slowenischer Pokalsieger: 2017/18, 2018/19